# Roannais
Le Roannais est une région naturelle de France située au nord du département de la Loire et dans la région Auvergne-Rhône-Alpes.

## Toponymie
Ce pays traditionnel tient son nom de la ville de Roanne.

## Situation
Le Roannais est située au nord du département de la Loire  aux environs de la ville de Roanne. La Loire le traverse du sud au nord. Il est entouré par les régions naturelles suivantes :
- Au nord par la Sologne bourbonnaise et le Brionnais
- À l’est par le Beaujolais et les monts du Lyonnais.
- Au sud par le Forez.
- À l’ouest par le Livradois et la Montagne bourbonnaise.

## Sous ensembles naturels

### Pays de Charlieu
Le pays de Charlieu est situé au sud du village éponyme. Il est aussi appelé "Pays Sornin".  Autrefois région de vignoble et des carrières de pierres dorées, il est aujourd'hui gagné par l'élevage bovin charolais comme le pays voisin du Brionnais.

### Côte roannaise
Cette petite région montagneuse est située sur les monts de la Madeleine. Dans quatorze communes de cette micro-région on produit un vin de qualité, le Côte-roannaise, qui bénéficie d'une AOC.